# Elbow Lake (Minnesota)
Elbow Lake es una ciudad ubicada en el condado de Grant en el estado estadounidense de Minnesota. En el Censo de 2020 tenía una población de 1276 habitantes y una densidad poblacional de 265,22 personas por km².

## Geografía
Elbow Lake se encuentra ubicada en las coordenadas 45°59′26″N 95°59′2″O / 45.99056, -95.98389. Según la Oficina del Censo de los Estados Unidos, Elbow Lake tiene una superficie total de 4.43 km², de la cual 3.48 km² corresponden a tierra firme y (21.44%) 0.95 km² es agua.

## Demografía
Según el censo de 2010, había 1176 personas residiendo en Elbow Lake. La densidad de población era de 265,22 hab./km². De los 1176 habitantes, Elbow Lake estaba compuesto por el 97.36% blancos, el 0.17% eran afroamericanos, el 0.34% eran amerindios, el 0.17% eran asiáticos, el 0% eran isleños del Pacífico, el 0.26% eran de otras razas y el 1.7% pertenecían a dos o más razas. Del total de la población el 1.19% eran hispanos o latinos de cualquier raza.